# 理查德·莱德克
理查德·莱德克（英文：Richard Lydekker，/lɪˈdɛkər/；1849年7月25日—1915年4月16日），是19世纪後半葉到20世纪初的英格兰博物學家、地質學家和自然历史作家。

## 生平

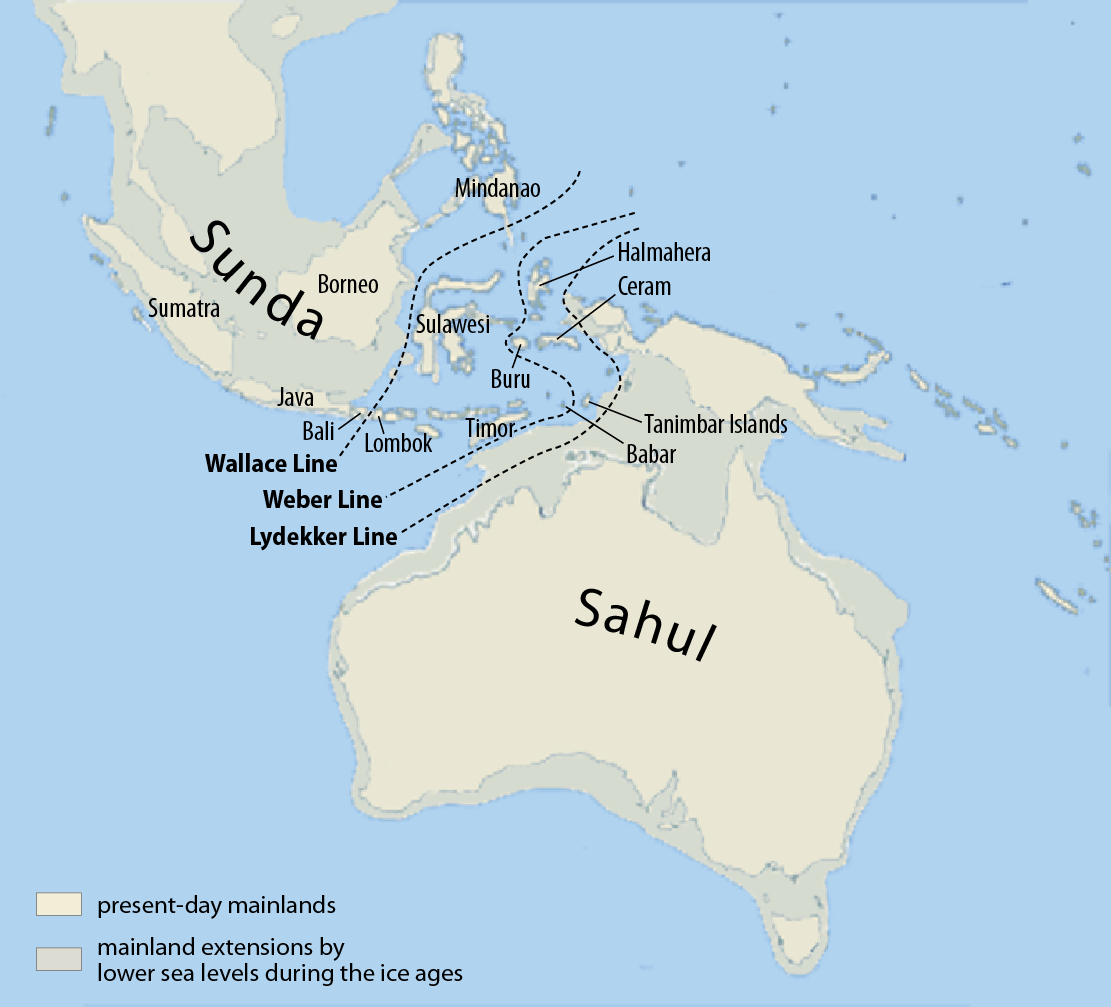
巽他陸棚和莎湖陸棚之间的華萊士線、韦伯线及莱德克线；淺灰色区域为各大陸在末次冰盛期時相較現今多出的部分（当时的海平面比现今低110多米）

理查德·莱德克出生於伦敦的塔维斯托克广场，父亲是有荷兰血统的律师。莱德克在出生后不久，一家人就搬到了赫特福德郡的哈彭登。他在剑桥大学三一学院读书，并在1872年考取了自然科学 tripos 学位。

### 古生物学
1874年，理查德·莱德克加入了印度地质调查局，参与印度北部（主要是克什米尔地区）的古脊椎动物学研究，研究重点為西瓦利克山脈的古動物相。他在印度一直工作到1881年父亲去世之时。後來他任職於伦敦自然史博物馆，為館中的動物化石編排目錄序號，并描述了金腹白眉猴等物种。

### 生物地理学
理查德·莱德克在生物地理学领域颇具影响力。1895年，他沿着莎湖陸棚的西侧边缘，划定了一條穿过印度尼西亚的生物地理分布界線，将西边的華萊士區与东边的澳大利亞洲分隔开来。该线後來被称为莱德克线（英文：Lydekker's Line，又译作里德克线），与華萊士線、韦伯线并称，共同反映出地质运动对印尼至澳大利亚一带的生物分布所起到的显著影响。

## 荣誉
1902年，理查德·莱德克获得了伦敦地质学会颁发的莱尔奖章。

## 著作列表

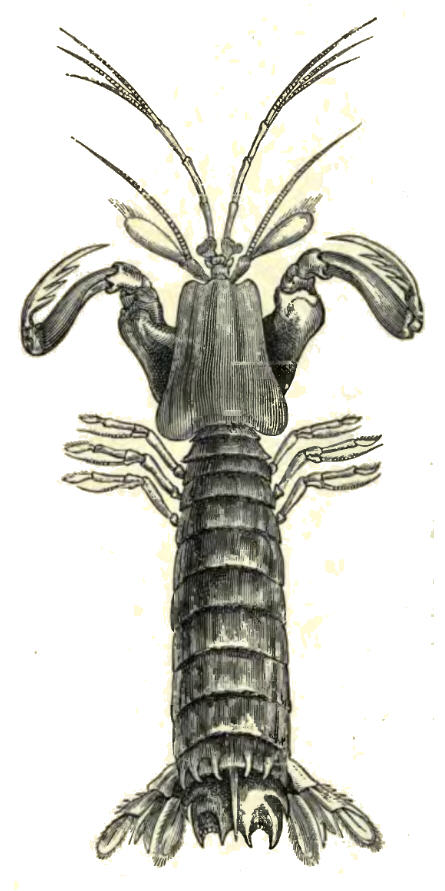
1896年理查德·莱德克绘制的蝦蛄

- 《Catalogue of the Fossil Mammalia in the British Museum (Natural History)》（5卷，1885−1887年）
- 《Catalogue of the Fossil Reptilia and Amphibia in the British Museum (Natural History)》（4卷，1889年）
- 《A Manual of Palaeontology》（与亨利·尼克森（英语：Henry Alleyne Nicholson）合著，2卷，1889年）
- 《Catalogue of the Fossil Birds in the British Museum (Natural History)》（1891年）[8]
- 《Phases of Animal Life》（1892年）[9]
- 《The Royal Natural History》（与威廉·亨利·弗羅爾（英语：William Henry Flower）合著，6卷，12部分，1893−1896年）[10][11]
- 《A Hand-book to the Marsupialia and Monotremata》（1894年）
- 《Life and Rock: A Collection of Zooogical and Geological Essays》（1894年）
- 《A Geographical History of Mammals》（1896年）
- 《A Hand-book to the British Mammalia》（1896年）
- 《A Handbook to the Carnivora : part 1 : cats, civets, and mongooses》（1896年）
- 《The Deer of all Lands : A history of the family Cervidae, living and extinct》（1898年）
- 《Wild Oxen, Sheep & Goats of all Lands, Living and Extinct》（1898年）
- 《The Wild Animals of India, Burma, Malaya, and Tibet》（1900年）[12]
- 《The great and small game of Europe, western & northern Asia and America》（1901年）
- 《The New Natural History》（6卷，1901年）
- 《Living Races of Mankind: A popular illustrated account of the customs, habits, pursuits, feasts, and ceremonies of the races of mankind throughout the world》（与亨利·內維爾·赫欽森（英语：Henry Neville Hutchinson）、約翰·華特·古格里合著，2卷，1902年）[13]
- 《Mostly Mammals: Zoological Essays》（1903年）
- 《Guide to the Gallery of Reptilia and Amphibia in the British museum》（1906年）
- 《Sir William Flower》（1906年）
- 《The Game Animals of India, Burma, Malaya, and Tibet》（修訂版，1907年）
- 《Guide to the Great Game Animals (Ungulata) in British Museum》（1907年）
- 《Guide to the Specimens of the Horse Family (Equidæ) in British Museum》（1907年）
- 《The Game Animals of Africa》（1908年）[14]
- 《A Guide to the Domesticated Animals (other than horses)》（1908年）
- 《Guide to the Whales, Porpoises, and Dolphins (order Cetacea)》（1909年）
- 《大英百科全書第十一版》（Encyclopædia Britannica）中的一些条目（页面存档备份，存于）（1911年）
- 《Animal Portraiture》（1912年）[15]
- 《The Horse and its Relatives》（1912年）
- 《The Sheep and its Cousins》（1912年）
- 《Catalogue of the heads and horns of Indian big game bequeathed by A. O. Hume ... to the British Museum (Natural History)》（1913年）
- 《Catalogue of the ungulate mammals in the British Museum (Natural History)》（5卷，1913−1916年）
- 《Wild life of the World : a descriptive survey of the geographical distribution of animals》（3卷，1916年）